# Łężce (województwo opolskie)
Łężce (dodatkowa nazwa w j. niem. Lenschütz) – wieś w Polsce położona w województwie opolskim, w powiecie kędzierzyńsko-kozielskim, w gminie Reńska Wieś.
W latach 1954–1959 wieś należała i była siedzibą władz gromady Łężce, po jej zniesieniu w gromadzie Reńska Wieś. W latach 1975–1998 miejscowość administracyjnie należała do ówczesnego województwa opolskiego.

## Nazwa
Na polskiej mapie WIG z 1932 roku jako polska nazwa widnieje Łężec.
| SIMC    | Nazwa  | Rodzaj     |
| ------- | ------ | ---------- |
| 0998300 | Wygoda | przysiółek |

## Historia
Kościół w Łężcach wzmiankowany był po raz pierwszy w 1318. Pierwszą nazwą miejscowości, wspomnianą w 1532, było Lanssczel.
Do 1742 wieś była eksklawą powiatu sądowego głogóweckiego w Monarchii Habsburgów. Po I wojnie śląskiej znalazła się w granicach Królestwa Prus i weszła w skład powiatu prudnickiego w prowincji Śląsk. Od końca XVIII wieku wieś posiadała własną pieczęć gminną, na której wizerunku umieszczono snop zboża, po jego prawej i lewej stronie skierowane ostrzem do środka dwa sierpy.
W 1830 we wsi znajdowała się szkoła oraz kościół. Według danych z 1855, wieś dzieliła się na Łężce z majątkiem i Łężce z posesyjną kolonią Wygoda. Pierwszym znanym właścicielem wsi był graf von Gaschin. W kolejnych latach zmieniała właścicieli. W 1914 Łężce wziął w dzierżawę Norbert Wuensche, który w 1926 uzyskał je na własność.

## Zabytki
Do wojewódzkiego rejestru zabytków wpisany jest kościół par. pw. Nawiedzenia NMP, z 1852 r., 1947 r.